# Concursul Muzical Eurovision 1971
Eurovision 1971 a fost a șaisprezecea ediție a concursului muzical Eurovision.
| Locul | Puncte | Cântec                                   | Artist                                       | Țară                 |
| 1.    | 128    | Un banc, un arbre, une rue               | Séverine (cântăreață)                        | Monaco               |
| 2.    | 116    | En un mundo nuevo                        | Karina                                       | Spania               |
| 3.    | 100    | Diese Welt                               | Katja Ebstein                                | Germania             |
| 4.    | 98     | Jack In The Box                          | Clodagh Rodgers                              | Regatul Unit         |
| 5.    | 91     | L'amore è un attimo                      | Massimo Ranieri                              | Italia               |
| 6.    | 85     | Vita vidder Tijd                         | Family Four Saskia & Serge                   | Suedia Țările de Jos |
| 8.    | 84     | Tie uuteen päivään                       | Markku Aro & Koivistolaiset                  | Finlanda             |
| 9.    | 83     | Menina do alto da serra                  | Tonicha                                      | Portugalia           |
| 10.   | 82     | Un jardin sur la terre                   | Serge Lama                                   | Franța               |
| 11.   | 79     | One Day Love                             | Angela Farrell                               | Irlanda              |
| 12.   | 78     | Les illusions de nos vingt ans           | Peter, Sue & Marc                            | Elveția              |
| 13.   | 70     | Pomme, pomme, pomme                      | Monique Melsen                               | Luxemburg            |
| 14.   | 68     | Goeiemorgen, morgen Tvoj dječak je tužan | Jacques Raymond & Lily Castel Kruno Slabinac | Belgia Iugoslavia    |
| 16.   | 66     | Musik                                    | Marianne Mendt                               | Austria              |
| 17.   | 65     | Lykken er                                | Hanne Krogh                                  | Norvegia             |
| 18.   | 62     | Marija l-Maltija                         | Joe Grech                                    | Malta                |